# نیکولای خوخلوف
نیکلای یوگنیویچ خوخلوف (به سیریلیک: Николай Евгеньевич Хохлов؛ ۷ ژوئن ۱۹۲۲ – ۱۷ سپتامبر ۲۰۰۷) افسر کاگ‌ب بود که در سال ۱۹۵۴ به ایالات متحده آمریکا پناهنده شد. او در مورد فعالیت‌های کاگ‌ب شهادت داد. کاگ‌ب در سال ۱۹۵۷ تلاش ناموفقی برای کشتنش با سم انجام داد.

## پیشینه خانوادگی

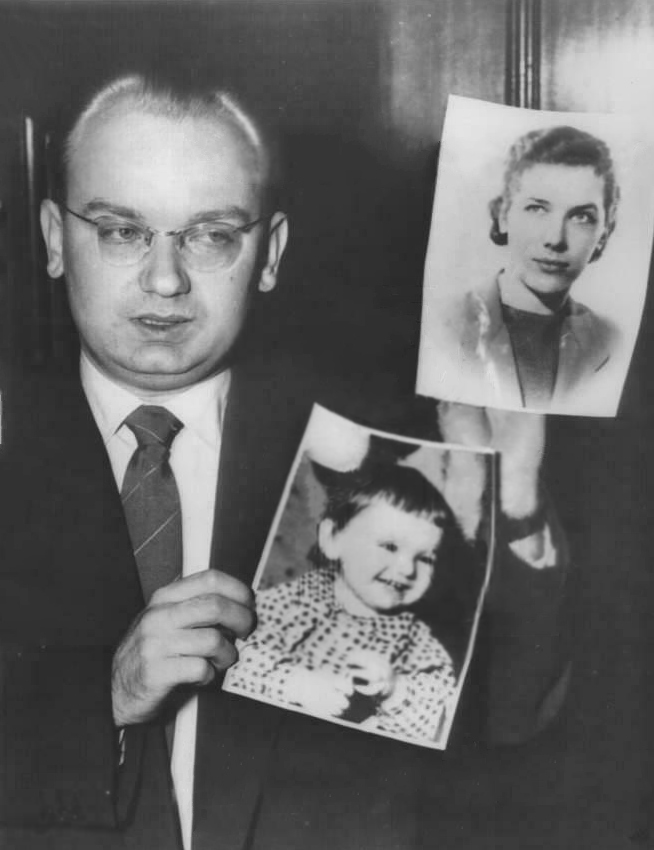
خوخلوف در سال ۱۹۵۴ با در دست داشتن عکس‌های همسر اول و پسرش

نیکلای خوخلوف در سال ۱۹۲۲ در نیژنی نووگورود به دنیا آمد. والدین خوخلوف در کودکی‌اش از هم جدا شده بودند. او با پدرش که بعدها به‌عنوان کمیسار در ارتش سرخ خدمت می‌کرد چندانی آشنایی نداشت و با او چندان زندگی نکرده بود؛ زیرا در جریان نبرد مسکو پدر خوخلوف به دلیل اظهارات نامطلوب دربارهٔ ژوزف استالین به یک گردان تنبیهی منتقل شد و در همان گردان درگذشت.
پدرخوانده‌اش که وکیل بود در سال ۱۹۴۱ برای دفاع از مسکو داوطلب شد و تقریباً بلافاصله در میدان نبرد کشته شد. خوخلوف بعدها گفت: «ارتش به گوشت دم توپ نیاز داشت».

## کار در کمیساریای خلق در امور داخلی
خوخلوف در اکتبر ۱۹۴۱ که در آن زمان ۱۹ ساله بود عضو یک گروه چهار نفره از کمیساریای خلق در امور داخلی (اِن‌کاوه‌ده) شد که برای انجام حمله چشمگیری به افسران نازی در جشن پیروزی آنها در مسکوی اشغالی آموزش دیده بودند. مغز متفکر این نقشه میخائیل مکلیارسکی یکی از مقامات ارشد اِن‌کاوه‌ده بود. این چهار عامل جوان قرار بود در جشن به‌عنوان یک گروه ودویل (نمایشی همراه با موسیقی و حرکات طنز) ظاهر شوند. خوخلوف به‌خاطر توانایی‌هایش در سوت زدن برای این نقش انتخاب شد. او اولین رابطه عاشقانه مهم زندگیش را در طول دوره آموزش با همکارش تاسیا ایگناتووا که در گروه نقش خواننده را بازی می‌کرد تجربه کرد. پس از عقب‌نشینی آلمانی‌ها از حومه مسکو این نمایش لغو شد.
نیکلای خوخلوف عضو یک واحد نظامی موفق بود که در طول جنگ جهانی دوم پشت خطوط دشمن می‌جنگید. او پس از پرش با چتر نجات به بلاروس تحت اشغال آلمان خود را به‌عنوان یک افسر نازی جا زد. او در ترور ویلهلم کوبه، گاولایتر نازی بلاروس نقش داشت. خوخلوف برای ایده‌پردازی شخصیت اصلی فیلمی به نام قهرمانی یک جاسوس (Подвиг разведчика) که در سال ۱۹۴۷ در شوروی ساخته شد به کار رفت.

## مأموریت ترور
خوخلوف در سال ۱۹۵۴ توسط کاگ‌ب به فرانکفورت اعزام شد تا بر دو مرد نظارت کند که مأموریت داشتند گئورگی اوکولوویچ، رئیس ائتلاف ملی همبستگی روسیه را ترور کنند. او این موضوع را با همسرش یانا در میان گذاشت. یانا گفت: «اگر این مرد کشته شود، تو یک قاتل خواهی بود. من نمی‌توانم همسر یک قاتل باشم» و خوخلوف تصمیم گرفت دستور را اجرا نکند. خوخلوف به خانه اوکولوویچ رفت و به او گفت: «گئورگی سرگی‌یویچ، من از مسکو نزد شما آمده‌ام. کمیته مرکزی حزب کمونیست اتحاد جماهیر شوروی دستور ترور شما را صادر کرده است. این قتل به گروه من سپرده شده است… اما من نمی‌توانم اجازه دهم این قتل رخ دهد.» خوخلوف پس از امتناع از اجرای دستور ترور به ایالات متحده پناهنده شد. در واکنش به این اقدام، همسرش در اتحاد جماهیر شوروی دستگیر و به پنج سال تبعید اجباری محکوم شد.

## مسمومیت با تالیوم
خوخلوف در سال ۱۹۵۷ در فرانکفورت برای مسمویت با تالیوم مورد درمان قرار گرفت که نتیجه یک تلاش نافرجام ترور توسط بخش سیزدهم کاگ‌ب بود. این مورد اغلب به‌عنوان اولین مسمومیت پرتوی توسط کاگ‌ب شناخته می‌شود، به‌ویژه در مقایسه با مسمومیت آلکساندر لیتوینینکو هرچند هنوز مشخص نیست که اگر ایزوتوپ خاصی به کار رفته باشد چه ایزوتوپی بوده است. با این حال، یک افسر سابق کاگ‌ب به نام استانسیلاو لکارف ادعا کرد که خوخلوف دقیقاً همانند لیتویننکو توسط پولونیوم واپاشی پرتوزا (نه تالیوم) مسموم شده بود. مسمومیت لیتویننکو نیز در ابتدا با تالیوم اشتباه گرفته شده بود.

## زندگی در ایالات متحده آمریکا

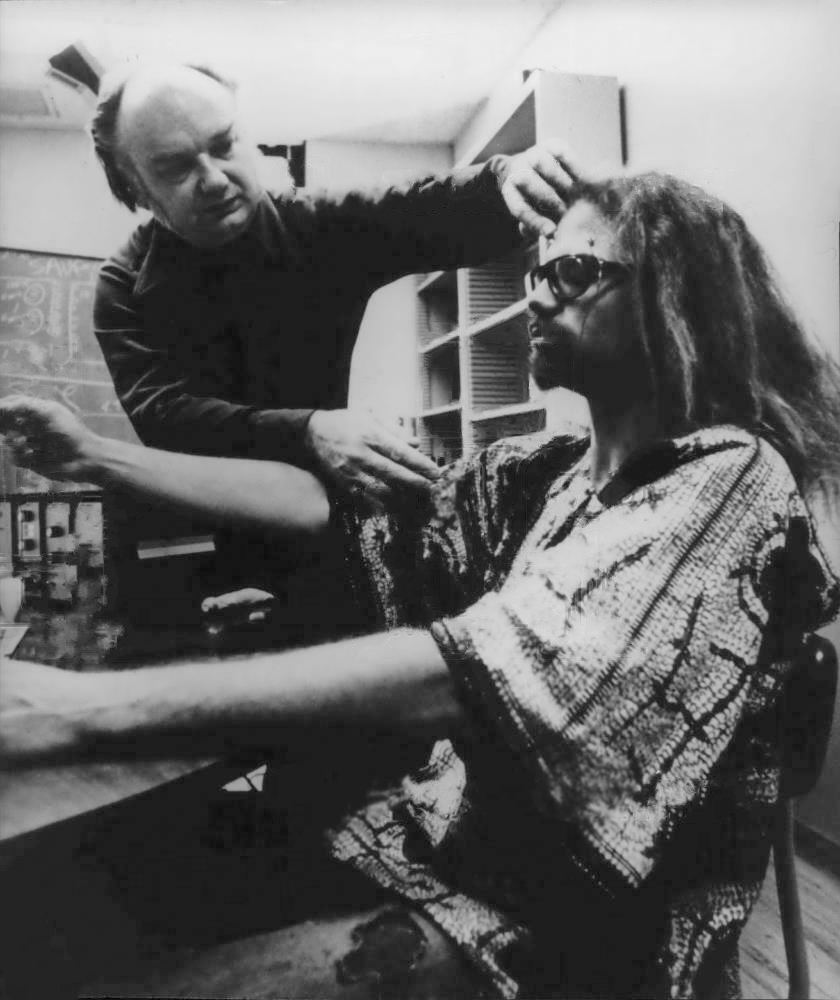
خوخلوف در سال ۱۹۷۵ تحقیقات روان‌شناسی را در دانشگاه کالیفرنیا انجام داد

خوخلوف پس از فارغ‌التحصیلی با مدرک دکتری از دانشگاه دوک از سال ۱۹۶۸ تا ۱۹۹۲ در دانشگاه ایالتی کالیفرنیا در سن برناردینو دروس روان‌شناسی در مقاطع کارشناسی و تحصیلات تکمیلی تدریس کرد. او در سال ۱۹۹۳ به‌عنوان استاد بازنشسته (استاد ممتاز) بازنشسته شد.
خوخلوف در ایالات متحده دوباره ازدواج کرد. او از همسر دومش تانیا صاحب دو دختر و یک پسر به نام میشا شد که چند سال بعد به‌دلیل نارسایی کلیه درگذشت.
رئیس‌جمهور روسیه بوریس یلتسین در سال ۱۹۹۲ خوخلوف را عفو کرد. وی در همان سال برای اولین بار از دهه ۱۹۵۰ برای اقامتی کوتاه به مسکو بازگشت او بعدها از طریق ایمیل با پسرش در روسیه که از وجود او مطلع نبود تماس برقرار کرد و در نهایت با او ملاقات کرد.
نیکلای خوخلوف در سپتامبر ۲۰۰۷ بر اثر حمله قلبی در سن برناردینو، کالیفرنیا درگذشت. او در کنار قبر پسرش به خاک سپرده شد.

## کتابشناسی
- نیکولای اوگنیویچ خوخلوف. به نام وجدان. ترجمه امیلی کینگزبری. نیویورک: دیوید مک کی، 1959. به نام وجدان (روسی)
- بوریس ولودارسکی. نیکولای خوخلوف ("سوتلر")، عزت نفس با هاله. وین-لندن: Borwall Verlag، 2005. (انگلیسی)